# Eragrostis fractus
Eragrostis fractus är en gräsart som beskrevs av S.C.Sun och H.Q.Wang. Eragrostis fractus ingår i släktet kärleksgrässläktet, och familjen gräs. Inga underarter finns listade i Catalogue of Life.